# Rhinacanthus
Rhinacanthus, biljni rod iz porodice primogovki smješten u tribus Justicieae, dio potporodice Acanthoideae. Sastoji se od 27 vrsta iz tropskog i suptropskog Starog svijeta. Opisan je u Plantae Asiaticae Rariores 3: 76, 108. 1832. 

## Opis
Višegodišnje zeljasto bilje. Listovi nasuprotni, na peteljci. Cvat na svatnoj stabljici, obično terminalan, ponekad pazušan. Brakteje neugledne, lancetaste. Čaškina cijev plitka; režnjeva 5, lancetastih. Vjenčić s 2 usne; cijev duga, uska, mnogo duža od režnjeva; gornja usna jezičasta, emarginirana; donji 3-režnjevit, širok. Disk u obliku čaše. Prašnici 2; staminodi 0. Jajnik 2-lokularan sa 2 ovule po lokulusu. Plod klavatan (u obliku batine). Sjemenke crne, hrapave, gomoljaste, usađene na retinakul.

## Vrste
1. Rhinacanthus angolensis I.Darbysh.
2. Rhinacanthus angulicaulis I.Darbysh.
3. Rhinacanthus beesianus Diels
4. Rhinacanthus calcaratus (Wall.) Nees
5. Rhinacanthus dichotomus (Lindau) I.Darbysh.
6. Rhinacanthus flavovirens Amaras. & Wijes.
7. Rhinacanthus gracilis Klotzsch
8. Rhinacanthus grandiflorus Dunn
9. Rhinacanthus humilis Benoist
10. Rhinacanthus kaokoensis K.Balkwill & S.D.Will.
11. Rhinacanthus latilabiatus (K.Balkwill) I.Darbysh.
12. Rhinacanthus mucronatus Ensermu
13. Rhinacanthus nasutus (L.) Kuntze, tipičan, kao R. communis Nees
14. Rhinacanthus oblongus (Nees) Nees
15. Rhinacanthus obtusifolius (Heine) I.Darbysh.
16. Rhinacanthus osmospermus Bojer ex Nees
17. Rhinacanthus perrieri Benoist
18. Rhinacanthus polonnaruwensis Cramer
19. Rhinacanthus pulcher Milne-Redh.
20. Rhinacanthus rotundifolius C.B.Clarke
21. Rhinacanthus scoparius Balf.f.
22. Rhinacanthus selousensis I.Darbysh.
23. Rhinacanthus spiciformis Y.F.Deng, Z.L.Lin & D.V.Hai
24. Rhinacanthus submontanus T.Harris & I.Darbysh.
25. Rhinacanthus virens (Nees) Milne-Redh.
26. Rhinacanthus xerophilus A.Meeuse
27. Rhinacanthus zambesiacus I.Darbysh.